# Draškovac (Serbia)
Draškovac (cyr. Драшковац) – wieś w Serbii, w okręgu jablanickim, w mieście Leskovac. W 2011 roku liczyła 652 mieszkańców.